# 1694
1694. је била проста година.
- Устанак из 1694 - Српски устанак против османске окупације.

## Смрти
- Мацуо Башо

- Гевхерхан-султанија (ћерка Ибрахима)

- Андрија Змајевић

- Јуриј Франц Кулчицки

- Марија Елизабета Лемерхирт

- Мери II Енглеска

- Наталија Наришкина

- Франческо Моросини